# Brunnthal
Cet article possède un paronyme, voir Brunnenthal.
Brunnthal est une commune allemande, située en Bavière, dans l'arrondissement de Munich.